# Peter Hansbo
Peter Edvard Gustaf Hansbo, född 30 juli 1959 i Danderyds församling i Stockholms län, är en svensk ingenjör och professor.
Peter Hansbo avlade civilingenjörsexamen vid Chalmers Tekniska Högskola (CTH) i Göteborg 1983, blev teknologie doktor i byggnadsmekanik 1989, docent i byggnadsmekanik vid CTH 1992, forskningsassistent i matematik där 1989–1995 och universitetslektor i numerisk analys vid Kungliga Tekniska högskolan i Stockholm 1996–1998. Han återvände sedan till CTH där han var biträdande professor i tillämpad mekanik 1998–2007, biträdande professor i matematiska vetenskaper 2007–2009 och ordinarie professor 2009–2011. Han var gästprofessor vid Högskolan i Halmstad 2010–2011 varpå han blev professor tekniska beräkningar vid Högskolan i Jönköping 2011.
Peter Hansbo är son till professor Sven Hansbo och Lena, ogift Ogden. Han är sedan 1989 gift med Anita Hansbo.